# 高日發展
高日發展國際有限公司（除牌當時為0156.HK）-- 1988年，從新時代地產投資換取上市，主要業務投資房地產及股票有價證券，自從在1988年，被李嘉誠兒子李澤鉅夥同日資財團收後，開始大力開拓日本房地產 ，但由於受1989年日本經濟爆破，再加上受六四民運事件影響，故此在1992年出售給力寶集團，現時由當時名稱的華地有限公司的力寶華潤取代上市。

## 外部連結
- 力寶華潤資料